# ウインター争覇
ウインター争覇（ウインターそうは）は岐阜県地方競馬組合が笠松競馬場のダート1900mで施行する地方競馬の重賞（SPIII）競走（平地競走）である。2011年の第34回を限りにいったん休止したが、2018年に復活した。かつては「日刊スポーツ杯 ウインター争覇」、日刊スポーツ新聞社が優勝杯を提供していたが、2018年は「創刊70周年記念デイリースポーツ杯 ウインター争覇」として開催された。

## 概要
1978年に笠松競馬場ダート1900mのサラブレッド系4歳（現3歳）以上の東海（笠松・愛知）所属馬限定の準重賞競走「名古屋タイムズ杯 ウインター争覇」として創設。創設当初から2000年までは12月に開催された。
2001年度（2002年）からは施行時期を12月から2月に変更され、2008年に優勝杯の提供を名古屋タイムズ社から日刊スポーツ新聞社に変更された事により、名称を現在の「日刊スポーツ杯 ウインター争覇」に変更された。
2010年からは準重賞から重賞（SPIII）に格上げされ、それを機に北陸・東海・近畿・中国地区交流競走として施行され、金沢・兵庫・福山所属馬の出走が可能となり、並びに施行時期を2月から1月に変更された。
2011年の第34回で休止したが、2018年にダート1800mに変更し、回次を第35回として復活。
2024年の第42回より施行時期を11月下旬に、距離もダート1900mにそれぞれ変更されるとともに東海ゴールドカップのトライアル競走に指定される。
2025年より競走名を現役時代に1999年のデイリー杯3歳ステークスを制したレジェンドハンターの名を冠し｢レジェンドハンター記念｣として実施される予定。
負担重量は準重賞競走時代はハンデキャップ、重賞競走に格上げとなった2010年からは別定重量である。
2024年の賞金は、1着賞金300万円、2着賞金105万円、3着賞金60万円、4着賞金30万円、5着賞金15万円と定められている。

## 歴史
- 1978年 - 笠松競馬場のダート1900mのサラブレッド系4歳（現3歳）以上の東海所属馬限定のハンデキャップの準重賞競走「名古屋タイムズ杯 ウインター争覇」として創設。
- 2001年 - 施行条件変更準備のため、休止。
- 2002年 - 施行時期を12月から2月に変更。
- 2008年 - 優勝杯の提供を名古屋タイムズ社から日刊スポーツ新聞社に変更。それに伴い、名称を「名古屋タイムズ杯 ウインター争覇」から「日刊スポーツ杯 ウインター争覇」に変更。
- 2010年
  - この年から北陸・東海・近畿・中国地区交流競走として施行され、出走条件を「サラブレッド系4歳以上の北陸・東海・近畿・中国所属馬」に変更。
  - SPIIIに格上げ。
  - 施行時期を2月から1月に変更。
  - 負担重量を「ハンデキャップ」から「別定重量」に変更。
  - 笠松のフサイチウィードと笠松のエーシンアクセランが3着同着。
- 2011年 - 愛知の岡部誠が騎手として史上初の連覇。
- 2011年 - 第34回限りで休止。
- 2018年
  - 第35回として復活。創刊70周年デイリースポーツ杯として施行。
  - 施行時期を1月から2月に変更。
  - 距離を1800メートルに変更。
- 2021年 - 八百長問題発覚のため開催中止。
- 2024年 - 第42回より施行時期を11月へ移行に伴い出走資格を3歳以上に、距離をダート1900mにそれぞれ変更。この年は年2回開催される。
- 2025年 - 競走名を｢レジェンドハンター記念｣に変更予定。

### 歴代優勝馬
| 回数   | 施行日         | 優勝馬             | 性齢     | 所属     | タイム   | 優勝騎手   | 管理調教師 |
| ------ | -------------- | ------------------ | -------- | -------- | -------- | ---------- | ---------- |
| 第33回 | 2010年1月22日  | マイネルアラバンサ | 牡7      | 愛知     | 2:01.5   | 岡部誠     | 荒巻透     |
| 第34回 | 2011年1月21日  | ヒシウォーシイ     | 牡6      | 愛知     | 2:01.4   | 岡部誠     | 川西毅     |
| 第35回 | 2018年2月8日   | ハタノリヴィール   | 牡5      | 笠松     | 1:56.9   | 佐藤友則   | 井上孝彦   |
| 第36回 | 2019年2月7日   | メモリージルバ     | 牡10     | 愛知     | 1:54.6   | 友森翔太郎 | 塚田隆男   |
| 第37回 | 2020年2月6日   | キタノナシラ       | セ5      | 笠松     | 1:54.1   | 大畑雅章   | 森山英雄   |
| 第38回 | 2021年         | 開催中止           | 開催中止 | 開催中止 | 開催中止 | 開催中止   | 開催中止   |
| 第39回 | 2022年2月10日  | スタンサンセイ     | セ6      | 笠松     | 1:59.8   | 藤原幹生   | 笹野博司   |
| 第40回 | 2023年2月23日  | ロッキーブレイヴ   | 牡5      | 愛知     | 1:58.3   | 岡部誠     | 竹下直人   |
| 第41回 | 2024年1月25日  | セイルオンセイラー | セ5      | 愛知     | 1:54.6   | 友森翔太郎 | 塚田隆男   |
| 第42回 | 2024年11月29日 | フークピグマリオン | セ3      | 愛知     | 2:03.1   | 今井貴大   | 宇都英樹   |

※重賞競走として施行された2010年以降とする。